# Brachyuromys betsileoensis
Brachyuromys betsileoensis är en däggdjursart som först beskrevs av Bartlett 1880.  Brachyuromys betsileoensis ingår i släktet Brachyuromys och familjen Nesomyidae. IUCN kategoriserar arten globalt som livskraftig. Inga underarter finns listade.
Arten når en kroppslängd (huvud och bål) av 140 till 184 mm, en svanslängd av 77 till 95 mm och en vikt av 96 till 140 g. Djuret kännetecknas av gråbrun päls på ovansidan med röda nyanser vid ryggens topp, av ljusgrå till beige undersida och av en kort nos. Typiskt är dessutom en mjuk och tät päls. Hos Brachyuromys betsileoensis är öronen främst nakna förutom vid kanterna som bär fina hår. Svansen har en svart ovansida, en ljusare undersida och den är glest täckt av silvergråa hår. Hos djuret är armar och ben korta men bakfötterna är stora.
Denna gnagare förekommer på östra Madagaskar. Arten vistas där i de övre delarna av medelhöga bergstrakter mellan 1900 och 2600 meter över havet. Habitatet utgörs av gräsmarker och hedområden. Brachyuromys betsileoensis uppsöker även risodlingar. Per kull föds upp till två ungar.
Individerna är aktiva mellan skymningen och gryningen. De vilar på dagen i underjordiska bon. Såvida känd har arten örter som föda. Dräktiga honor och honor med aktiva spenar registrerades under den kyliga årstiden. De hade upp till två ungar per kull. Kanske sker fortplantningen även under andra årstider.